# Liste der deutschen Botschafter in Tschechien
Dies ist eine Liste der deutschen Botschafter in Tschechien (und zuvor in der Tschechoslowakei).

## Botschafter

### Tschechoslowakei
| Samuel Saenger                | April 1919–Oktober 1920               |
| Walter Koch                   | Oktober 1920–1. September 1935        |
| Ernst Eisenlohr               | 1. September 1935–16. September 1938  |
| Andor Hencke                  | 16. September 1938–28. September 1939 |
| BR Deutschland                |                                       |
| Otto Erich Sigismund Heipertz | 11. Dezember 1973–25. März 1974       |
| Gerhard Ritzel                | 1974–1977                             |
| Jürgen Diesel                 | 1977–1982                             |
| Klaus Meyer                   | 1982–1985                             |
| Werner Schattmann             | 1985–1988                             |
| Hermann Huber                 | 1988–1992                             |
| Rolf Hofstetter               | 1992–1996                             |

### Tschechische Republik(seit 1993)
| Name                                   | Amtszeit  |
| -------------------------------------- | --------- |
| Rolf Hofstetter                        | 1992–1996 |
| Anton Roßbach                          | 1996–1998 |
| Michael Steiner                        | 1998–1998 |
| Hagen Graf Lambsdorff                  | 1999–2001 |
| Michael Libal                          | 2001–2005 |
| Helmut Elfenkämper                     | 2005–2009 |
| Johannes Haindl                        | 2009–2011 |
| Detlef Lingemann                       | 2011–2014 |
| Arndt Freiherr Freytag von Loringhoven | 2014–2016 |
| Hansjörg Haber (geschäftsführend)      | 2017      |
| Christoph Israng                       | 2017–2021 |
| Andreas Künne                          | seit 2021 |